# بيغي سيمبسون
بيغي سيمبسون (بالإنجليزية: Peggy Simpson)‏ هي ممثلة بريطانية (وحملت سابقاً جنسية المملكة المتحدة لبريطانيا العظمى وأيرلندا)، ولدت في 4 يوليو 1913 في المملكة المتحدة، وتوفيت بنفس المكان في 1994.

## وصلات خارجية
- بيغي سيمبسون على موقع IMDb (الإنجليزية)
- بيغي سيمبسون على موقع أول موفي (الإنجليزية)
- بيغي سيمبسون على موقع قاعدة بيانات برودواي على الإنترنت (الإنجليزية)
- بيغي سيمبسون على موقع قاعدة بيانات الأفلام السويدية (السويدية)
- بيغي سيمبسون على موقع قاعدة بيانات الفيلم (الإنجليزية)
- بيغي سيمبسون على موقع كينوبويسك (الروسية)